# Brandlecht
Brandlecht ist eine ehemalige Gemeinde im Landkreis Grafschaft Bentheim in Niedersachsen. Die Gemarkung gehört politisch seit 1974 zur Stadt Nordhorn.

## Geografie

### Lage
Brandlecht liegt im südwestlichen Niedersachsen, etwa vier Kilometer von der niederländischen und 17 km von der nordrhein-westfälischen Grenze entfernt. Die nächstgelegene Ortschaft ist Hestrup (2 km südlich), die nächsten Städte sind Nordhorn (6 km nördlich) und Bad Bentheim (10 km südlich). Durch Brandlecht verläuft in Nord-Süd-Richtung die Bundesstraße 403; parallel zur niederländischen Grenze verläuft die Kreisstraße 26 Nordhorn–Gildehaus. Die Gemarkung grenzt im Osten an die Vechte.

### Nachbarorte
Brandlecht grenzt im Nordwesten an Nordhorn, im Nordosten an Hesepe, im Südosten an Hestrup, im Süden an die Bauerschaft Holt und Haar und im Westen an Denekamp in den Niederlanden.

## Geschichte

### Frühe Geschichte

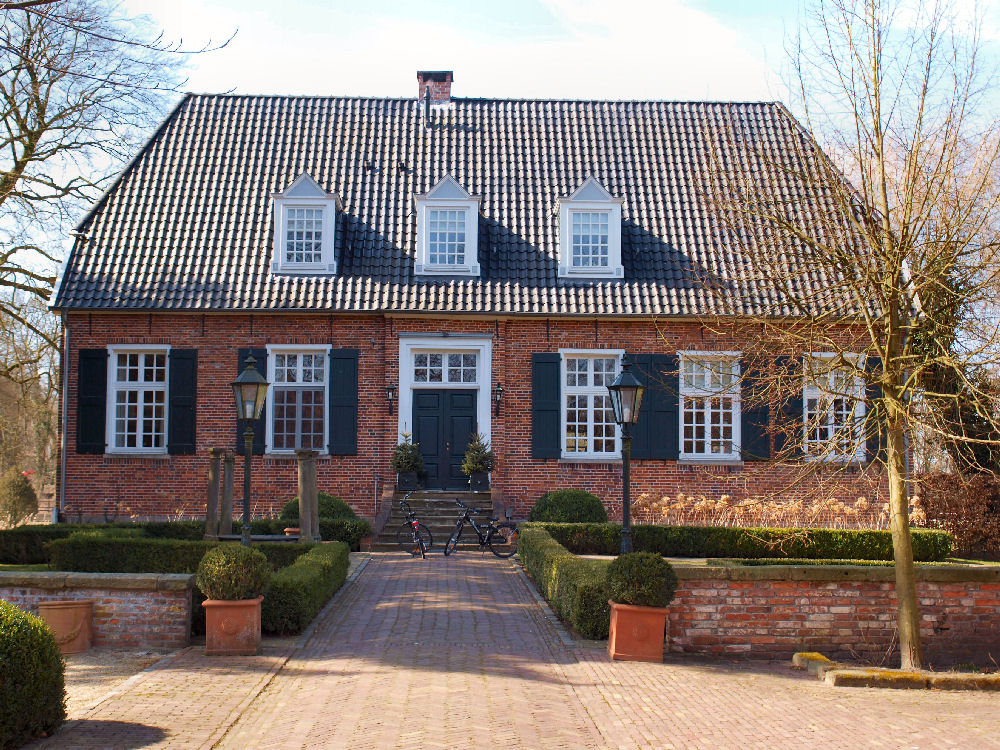
Prinzipalhaus Gut Brandlecht mit Brunnen

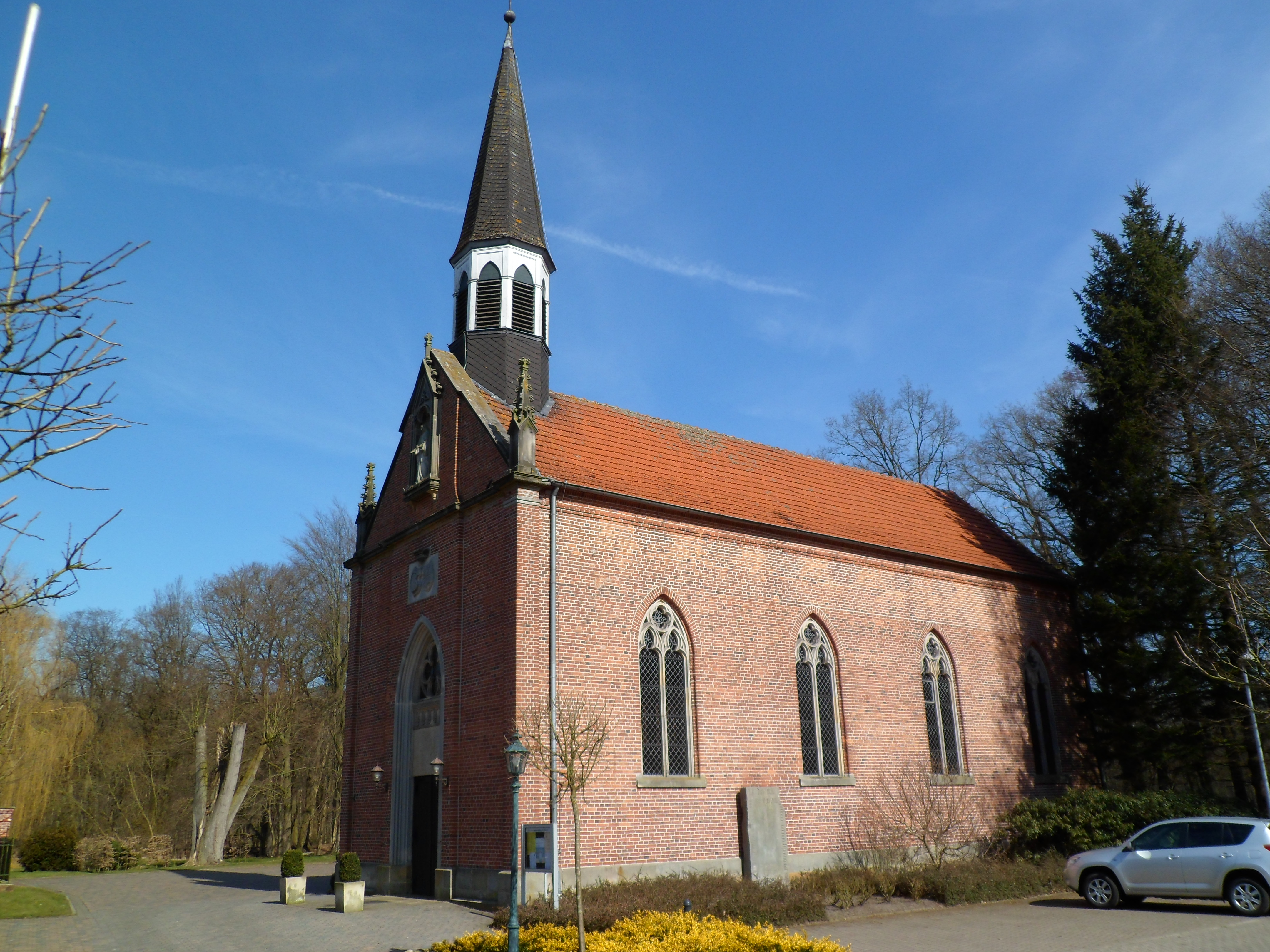
Katholische Kirche

Das Gebiet von Brandlecht war schon in alter Zeit besiedelt. Der Ortsname Brandlecht wird zum ersten Mal 1313 urkundlich erwähnt. Der Name leitet sich ab von „Branteleget“, der Familie von Brandlecht, die unweit des Dorfes ihren Stammsitz hatte und bis 1479 nachweisbar ist. Auf dem erhöhten Plateau dieses kleinen Adelssitzes wurde 1779 das Prinzipalhaus hinter dem aus dem 14. Jahrhundert stammenden Brunnen errichtet und steht mit Graft und Einfriedung als Ensemble unter Denkmalschutz. Weiterhin befindet sich auf dem ehemaligen Terrain des Hauses von Brandlecht die neugotische katholische Kirche, die 1857 bis 1859 errichtet wurde und ebenfalls unter Denkmalschutz steht. Sie hat einen Dachreiter, in dem sich eine von Alexius Petit zu Gescher gegossene und auf 1838 datierte Glocke befindet.
Im Mittelalter wurde das Dorf vom Kirchspiel Nordhorn gelöst und wurde selbst Kirchdorf. Die erste Kirche, eine Tochterkirche von Nordhorn, stand unter dem Patrozinium des heiligen Christophorus. Vielleicht wurde zunächst ein Kirchengebäude aus Holz errichtet, doch um 1450 datiert das heutige Gebäude, die Evangelisch-reformierte Kirche, die für die Gegend typisch ist: ein auf einer Erhöhung am linken Vechteufer aus Bentheimer Sandstein in schlichter Gotik errichtetes Langhaus mit einem wehrhaft wirkenden Westturm, der nach einem Inschriftband von 1505 datiert.

### 20. Jahrhundert

#### Eingemeindungen
Die Bauerschaft Brandlecht und das Gut Brandlecht wurden am 1. April 1929 zur Gemeinde Brandlecht vereinigt. Am 1. Juli 1929 erfolgte die Eingemeindung des nordwestlichsten Zipfels in die Stadt Nordhorn. Am 1. März 1974 wurde ganz Brandlecht in die Kreisstadt Nordhorn eingegliedert.

## Wirtschaft und Infrastruktur

### Gewerbe und Industrie
Die Stadt Nordhorn hat im Norden der Gemarkung Brandlecht mit 137 Hektar ein großes Gewerbe- und Industriegebiet erschlossen (Nordhorn-Süd); es grenzt unmittelbar an den Stadtteil Blanke. Hier haben sich vor allem kleine und mittlere Handwerks- und Gewerbebetriebe angesiedelt. Außerdem befindet sich hier die Zentrale der Bentheimer Eisenbahn mit Werkstätten und Eisenbahndepot.
Der südliche Teil des Gewerbegebiets „Bentheimer Straße“ befindet sich ebenfalls in der Gemarkung Brandlecht.

### Verkehr

#### Straßenverkehr
Brandlecht liegt verkehrsgünstig an der B 403 und etwa 7 km von der Anschlussstelle Nordhorn/Bad Bentheim der A 30 (Bad Bentheim–Osnabrück–Bad Oeynhausen) entfernt.

#### Öffentlicher Nahverkehr
Brandlecht wird von der Regionalbuslinie 40 der Verkehrsgemeinschaft Grafschaft Bentheim (VGB) erschlossen, mit der man im Stundentakt nach Bad Bentheim und Nordhorn gelangt. Des Weiteren verkehrt nachmittags die Bürgerbuslinie 33 der VGB über Hesepe nach Nordhorn. Die nächsten Personenbahnhöfe sind der etwa 5 Kilometer entfernte Haltepunkt Nordhorn-Blanke, mit Anschluss an die Bahnlinie RB 56 in Richtung Neuenhaus und Bad Bentheim, sowie der etwa 10 Kilometer entfernte Bahnhof Bad Bentheim.

#### Luftverkehr
Im etwa 12 Kilometer entfernten Klausheide befindet sich der gleichnamige Verkehrslandeplatz. Hier können Motorflugzeuge bis maximal 10 Tonnen Gesamtgewicht sowie Segelflugzeuge starten und landen. Nächster internationaler Flughafen ist der Flughafen Münster/Osnabrück in Greven.

### Medien
Regionale Tageszeitung in Brandlecht sind die Grafschafter Nachrichten.

### Öffentliche Einrichtungen

#### Feuerwehr
Durch eine Verfügung des Landrates der Grafschaft Bentheim vom 30. April 1935 wurden die Gemeinden Brandlecht, Hestrup, Hesepe, Engden, Drievorden und Neerlage aufgefordert, einen Löschverband zu gründen. Am 9. Dezember 1935 wurde in Brandlecht die Freiwillige Feuerwehr gegründet. Allerdings stellten die Gemeinden zunächst nur ungenügend Mittel zur Verfügung, sodass erst seit 1942 von einer einsatzfähigen Feuerwehr die Rede sein kann. Die Einsätze erfolgten mit Pferdefuhrwerk und Tragkraftspritze. 1948 wurde das erste Kraftfahrzeug angeschafft, ein ausgedientes Militärfahrzeug, das 1956 durch ein Löschfahrzeug ersetzt wurde. 1968 kam ein Mannschaftstransportfahrzeug hinzu, 1971 ein gebrauchtes Tanklöschfahrzeug. Seit der Eingemeindung 1974 heißt die Feuerwehr „Freiwillige Feuerwehr Nordhorn – Ortsfeuerwehr Brandlecht“. Engden, Drievorden und Neerlage gehören seitdem nicht mehr zum Löschverband. 1975 wurde die Jugendfeuerwehr in Brandlecht gegründet, 1977 wurde ein neues Feuerwehrhaus für drei Fahrzeuge und 60 Einsatzkräfte gebaut, das 2007 erweitert und den aktuellen sicherheitstechnischen Anforderungen angepasst wurde. Die Ortsfeuerwehr Brandlecht ist mit drei Fahrzeugen ausgestattet: einem Mannschaftstransportfahrzeug von 2010, einem Hilfeleistungslöschgruppenfahrzeug von 2020 und einem Löschgruppenfahrzeug von 2003.

### Bildung

#### Schule
Bis 1965 gab es in Brandlecht sowohl eine katholische als auch reformierte Schule. 1622 wurde die katholische Schule erstmals urkundlich in einer Abgabenordnung erwähnt. Das Schulgebäude befand sich auf dem Gut Brandlecht. 1655 wurde eine zweite Schule für die reformierten Kinder aus Brandlecht und Hestrup gegründet. Der Bau erfolgte auf dem Kirchplatz. Es war ein Fachwerkbau mit einem Strohdach. 1844 wurde das Schulgebäude durch einen massiven Bau mit einem Klassenraum ersetzt. 1895 verzeichnet die Schulchronik für die einklassige Schule 58 Kinder aus der Bauerschaft Brandlecht, der Gutsgemeinde (Hofesaat) Brandlecht und der Bauerschaft Hestrup.
Im November 1901 wurde an der Schule eine ländliche Fortbildungsschule eingerichtet, an der im ersten Jahr acht Schüler teilnahmen.
Für alle Schulen Preußens trat am 1. April 1908 das Schulunterhaltungsgesetz in Kraft. Mit diesem Gesetz wurde die Pflicht zur Unterhaltung der Schulen und das Recht, das Vermögen derselben zu verwalten und auch bei der Einstellung der Lehrer mitzuwirken, den Schulsozietäten, Kirchengemeinden, Patronatsherren usw. entzogen und den gesetzlichen Vertretern der politischen Gemeinden übertragen. In Brandlecht wurde daraufhin ein Gesamtverband gebildet, der für die reformierte und die katholische Volksschule zuständig war. Die Schulsteuern wurden als Gemeindelast aufgebracht und an eine gemeinsame Schulkasse abgeführt. Aufgrund der neuen Verhältnisse konnte der Antrag auf Neubau eines katholischen Schulhauses zunächst nicht beschlossen werden. Er erfolgt erst im Jahre 1911.
1921 hatte die reformierte Schule 82 Schüler. Eine zweite Lehrerstelle wurde eingerichtet. Da noch immer nur ein Klassenraum vorhanden war, wurde in zwei Schichten unterrichtet. 1922 wurde der 2. Klassenraum an der reformierten Schule angebaut. Nach dem Einfall der Franzosen in das Ruhrgebiet wurden viele Kinder auf das Land geschickt. Nach Brandlecht kamen 15 Kinder aus Essen, von denen elf die evangelische und vier die katholische Volksschule besuchten.
1932 war die Schülerzahl auf 98 angewachsen, 1933 übersteigt die Schülerzahl mit 105 Schülern erstmals die Hundertermarke. Am 24. Mai 1937 wurde den beiden Schulleitern mitgeteilt, dass die katholische Volksschule wegen der geringen Kinderzahl ab dem 31. Mai 1937 aufgehoben sei. Der Schulleiter der katholischen Volksschule wurde an die evangelische Volksschule versetzt, die als Gemeinschaftsschule weitergeführt wurde. Die Schule war vierklassig, je zwei Jahrgänge waren zu einer Klasse zusammengefasst. Die Schule besuchten zu diesem Zeitpunkt 140 Kinder. Ihre Zahl stieg in den Folgejahren weiter: 1938 auf 147, 1939 auf 151, 1940 und 1941 auf 161 und 1942 auf 165.
Die Gemeinde Hestup strebte wegen der gestiegenen Schülerzahlen eine eigene Schule an. 1939 wurde der Schulbau in Hestrup infolge des Krieges zunächst zurückgestellt. 1944 stieg die Schülerzahl bis auf 161 an. Sie änderten sich im Laufe des Schuljahres oft, da Familien aus dem Ruhrgebiet hierher evakuiert wurden. Nach Kriegsende konnte Lehrer Wieking, der nicht Mitglied der NSDAP war, seinen Dienst sofort beginnen. Er hatte vorübergehend allein bis zu 200 Schüler zu unterrichten. Die Konfessionsschulen wurden am 13. August 1946 wieder eingerichtet. Durch die Aufnahme von Flüchtlingskindern stieg die Schülerzahl 1950 bis auf 175 an.
Die Gemeinde Hestrup stellte erneut den Antrag für den Bau einer eigenen Schule und die Auflösung des Schulverbandes. Daraufhin wurde die alte Schule am Kirchplatz 1952 für 5.000 DM an die reformierte Kirchengemeinde verkauft. Dieses Geld kam der politischen Gemeinde Hestrup zu, die damit den Schulneubau am Bahndamm beginnen konnte. 1953 wurde der gemeinsame Schulverband mit Hestrup aufgelöst. Am 1. Juli wurde mit 57 Schülern der Unterricht in Hestrup begonnen. An der evangelischen Volksschule Brandlecht verblieben 68 Schüler in zwei Klassen.
Im April 1955 erteilte die Landesregierung die Genehmigung zum Neubau einer Schule. Sie wurde 1956 an zentraler Stelle in der Gemeinde mit zwei Klassenräumen, einem Gruppenraum und Nebenräumen errichtet. Das alte Gebäude wurde zunächst von der reformierten Gemeinde übernommen, war 1965 aber so baufällig, dass es abgerissen werden musste.
Zu Beginn des Schuljahres 1962/63 wurde das 9. Schuljahr eingeführt, das die Schüler aus Brandlecht an der Ernst-Moritz-Arndt-Schule in Nordhorn besuchten. 1965 wurden die evangelische und katholische Volksschule wieder zu einer Schule für Schüler aller Bekenntnisse vereinigt. Mehr als die Hälfte der katholischen Schüler blieb zunächst dem Unterricht fern. Rundfunk und Tageszeitungen berichten über den Schulstreik in Brandlecht. Erst nach 16 Tagen besuchten alle Kinder die Schule.
Seit 1966 wurde das 7. und 8. Schuljahr nach Nordhorn abgeschult. 1967 stieg die Schülerzahl stark an. Der notwendige Erweiterungsbau um zwei Klassen- und drei Nebenräumen wurde bis zu den Sommerferien 1967 fertiggestellt. 1971 wurden die Kinder des 5. und 6. Schuljahres nach Nordhorn abgeschult. Aus der Volksschule Brandlecht wurde die Grundschule. 1975 erhielt die Grundschule eine Turnhalle. 1976 wurde die Grundschule Hestrup aufgelöst. Die Kinder aus Hestrup besuchen wieder die Schule in Brandlecht.

## Persönlichkeiten
- Katharina Beckemper, Juristin, aufgewachsen in Brandlecht